# Quasimus
Quasimus — род щелкунов из подсемейства Negastriinae.

## Описание
Это самые мелкие жуки в семействе. Тело овальное. Лобный киль сплошной, клипеальная область узкая. Усики самцов и самок слабопиловидные или чётковидные начиная с четвёртого сегмента. Швы переднегруди изогнуты наружу, двойные спереди слегка углублённые. Бедренные покрышки задних тазиков очень резко и сильно сужены. Все сегменты лапок без лопастинок, четвёртый сегмент к вершине расширенный.

## Систематика
В составе рода:
- вид: Quasimus liliputanus (Germar, 1844)
- вид: Quasimus minutissimus (Germar, 1817)
- вид: Quasimus ovalis (Candèze, 1873)